# Cross Your Heart
Cross Your Heart (tradução portuguesa : "Atravessa o teu coração") foi o título da canção irlandesa no Festival Eurovisão da Canção 1974 , interpretada em inglês por Tina Reynolds (nome verdadeiro: Philomena Reynolds). A canção tinha letra e música de Paul Lyttle e a orquestração esteve a cargo de Colman Pearce.
Na final irlandesa, Tina Reynolds interpretou todas as oito canções finalistas: quatro em língua inglesa e quatro em irlandês. A escolha foi feita através do voto postal, por correio, obtendo um total de 16.686 votos. 
A canção irlandesa foi a 13.ª a ser interpretda na noite do evento, a seguir à canção dos Países Baixos "I See a Star", interpretada por Mouth & MacNeal e antes da canção alemã "Die Sommermelodie", interpretada por  Cindy & Bert . No final, a canção da Irlanda terminou em sétimo lugar, obtendo um total de 11 pontos. 